# Евено-Битантајски рејон
Евено-Битантајски национални рејон или Евено-Битантајски улус (рус. Эвено-Бытантайский район) је један од 34 рејона Републике Јакутије у Руској Федерацији. Смјештен је на сјеверу Јакутије, унутар Арктичког круга, између ријека Лене и Јане. Западно од овог рејона су Верхојанске планине, сјевероисточно је гребен Кулари. Рејон представља један од најнеприступачнијих рејона Јакутије. Обухвата површину од 55,6 хиљада км2.
Административни центар рејона је село Батагај-Алита (рус. Батагай-Алыта). Укупан број становника рејона је 2.811 (2010). Већину становништва чине Евени.